# Медична географія
Меди́чна геогра́фія — суміжна галузь географічної науки, що сформувалася на межі медицини та географії і вивчає вплив умов ландшафтної оболонки та суспільних факторів на здоров'я населення.

## Атрибути
Об'єкт: медична сфера суспільства, яка охоплює людину, стан її здоров'я та середовище її проживання в рамках конкретних геопросторово-часових координат.
Предмет: просторові і часові закономірності функціонування територіальних систем захворюваності, а також взаємодія та трансформація їх складових.
Мета: розкриття закономірностей існування територіальних систем захворюваності та медичної сфери в цілому.

## Завдання
- пізнання закономірностей географічного (просторового) впливу навколишнього середовища на людину;
- географічний моніторинг медичної ситуації;
- дослідження географічних факторів, що впливають на виникнення та поширення хвороб;
- оптимізація системи охорони здоров'я на основі нейтралізації негативних факторів впливу на здоров'я населення.

## Історія

### Виникнення

Поширення холери в Лондоні 1854 року. Перша медико-географічна карта Джона Сноу

Офіційною батьківщиною медичної географії визнано Італію. У XVII столітті італійський вчений Б. Раммаціні (1633—1714) увів термін «медична географія» і розкрив зміст цього поняття.
У 1853 році в Берліні вийшла праця Фуке «Медична географія», у якій дано таке визначення цьому поняттю: медична географія — це наука, що вивчає закони, за якими на Землі розподіляються і поширюються хвороби. Фуке розрізняє «географічну нозологію» і «нозологічну географію». Французький лікар військового госпіталю Буден у праці «Досвід медичної географії» (1843) дав таке визначення медичній географії: «Народження, життя, захворювання і смерть — все змінюється залежно від клімату і ґрунту, від племені і національності. Ці різноманітні прояви життя і смерті, здоров'я і хвороби, ці неперервні переміни в просторі, що видозмінюються походженням людей, складають спеціальний предмет медичної географії».
Класичні дослідження в цій науці були закладені Джоном Сноу в 1854 році, котрий дослідив джерело масового захворювання на холеру в Лондоні, помітивши, що будинки хворих були розташовані біля водойм та водних насосів — осередків поширення хвороби.
Американський вчений Лайт (1944) писав, що дві пошукові дисципліни — медицина і географія об'єднали свої засоби і можливості для кардинального вивчення впливу оточуючого середовища на виникнення в людей тих чи інших захворювань.

### Медична географія в СРСР
У 1929 році А. Н. Сисін (1879—1956) сформулював завдання медичної географії як дослідження зв'язків масових захворювань з умовами місцевості, а також зв'язків цих захворювань з даним зовнішнім середовищем (географічним ландшафтом у сучасному розумінні). У 1954 році створено Комісію медичної географії — організації Географічного товариства, яка в дуже стислі строки обговорила і розробила теоретичні основи медичної географії, програми і методики медико-географічних досліджень, принципи надання методичної допомоги в проведенні медико-географічного вивчення території країни і регіонів. Аналогічні комісії медичної географії були створені у Львівському, Новосибірському, Омському, Східносибірському (Іркутськ), Приамурському (Хабаровськ), Сахалінському відділах Географічного товариства колишнього СРСР. У 1960 році в Іркутську відбулася Друга наукова нарада, а у 1962 році у Владивостоку симпозіум на тему «Медико-географічні дослідження у вирішенні комплексних географічних проблем». Проте до спільного погляду на предмет і завдання медичної географії вчені так і не прийшли. Дискусії тривали. У 1955—1956 роках Є. Н. Павловський писав: "Важливою галуззю географічної науки є медична географія, яка вивчає поширення і причини поширення захворювань людини на Землі в рамках материків, територій держав чи яких-небудь інших частин земної поверхні, що мають значний інтерес за своїми особливостями. Аналогічне визначення дає Н. П. Соколов (1958). Японський учений М.Асако у 1956 р. у доповіді на тему «Методи і предмет медичної географії» розкриває суть предмета медичної географії як вивчення патологічних явищ у взаємозв'язку з географічними аспектами людського життя. У 1958 р. Сасне де ля Кальсада у праці «Основи медичної географії» дає історичний огляд розвитку медичної географії. У Ленінграді 19-24 листопада 1962 р. відбулася Перша наукова нарада з проблем медичної географії, метою якої було ознайомлення учасників з основними науковими напрямами медичної географії, обговорення актуальних проблем цієї науки і шляхів швидкого впровадження в практику результатів медико-географічних досліджень, а також визначення перспектив дальшого розгортання наукових праць у галузі медичної географії.

### Медична географія в незалежній Україні
Медико-географічні дослідження в Україні особливо активізувались після аварії на Чорнобильській АЕС. Відбувається диференціація медичної географії на окремі самостійні науки, зокрема медичне картографування, величезний внесок у розвиток якого в наші дні зробили Я. І. Жупанський, В. А. Шевченко та інші З'являються нові погляди на предмет і завдання медичної географії з позицій сьогодення. Варті уваги визначення предмета і завдань медичної географії професором Львівського університету О. І. Шаблієм, опубліковані у матеріалах конференції «Здоров'я і середовище», яка відбулась у Любліні (Польща) у 1993 році Згадана конференція є зразком співпраці українських учених з медико-географами інших країн світу.
У 1997 році Жупанський Я. І. вніс медичну географію у ряд природничо-соціальних наук, виділив складові медичної географії, такі як:
- Географія природних осередків захворювань;
- Нозогеографія.

## Принципи і методи медичної географії
(за Ключко Л. В., 2011 р.)
Принципи:
- цілеспрямованості;
- послідовності;
- цілісності;
- структурності;
- ієрархічності;
- внутрішнього взаємозв'язку;
- функціональності.

Методи:
- медико-географічного опису;
- медико-географічне районування;
- статистико-математичні;
- картографічні;
- соціологічні.

## Складові медичної географії
- Медичне ландшафтознавство вивчає вплив природної складової територіальних систем захворюваності на стан здоров'я населення, що може бути основою вироблення підходів до оздоровлення певних територій.
- Медичне країнознавство має своїм завданням вивчити медико-географічні особливості окремих держав, їх територіальних одиниць, інших регіонів і представляти відповідні результати у будь-якій формі (медико-географічні атласи, медико-географічні описи тощо).
- Нозогеографія досліджує просторове поширення окремих хвороб, інтенсивність їх прояву та співвідношення різних їх видів в залежності від географічного положення території. Напрацьований матеріал є основою для визначення головних особливостей територіальної організації цього явища.
- Ландшафтна епідеміологія головним завданням має визначення природних умов утворення та закономірностей функціонування ареалів інфекційних хвороб, які передаються від тварин до людей (природних осередків хвороб).
- Географія медичного обслуговування вивчають мережу медичних закладів, її відповідність проблемам населення з метою складання рекомендацій із підвищення ефективності її роботи в залежності від існуючих показників захворюваності.